# Friedrich Keutgen
Friedrich Wilhelm Eduard Keutgen (* 28. Juli 1861 in Bremen; † 30. September 1936 in Hamburg) war ein deutscher Historiker. Keutgen lehrte von 1919 bis 1933 als Professor für Mittlere und Neuere Geschichte an der Universität Hamburg.

## Leben und Wirken
Keutgens Vater Carl Theodor Keutgen war als Kaufmann im Englandhandel tätig. Dadurch wurde Keutgen abwechselnd auf Bremer Schulen und in Manchester durch Hauslehrer unterrichtet. Keutgen besuchte das Gymnasium von 1875 bis 1879. Die Schule verließ er jedoch ohne Abitur und wurde Kaufmann. Von 1879 bis 1887 war er als Kaufmann in Manchester tätig. Dort lernte er Annie Wilkinson kennen, die er 1897 ehelichte. Keutgen holte das Abitur nach. Seit dem Sommersemester 1887 studierte er Geschichte an den Universitäten Gießen, Göttingen und Straßburg. In Straßburg begegnete er den Studenten Karl Brandi, Aby Warburg und Hans Nirrnheim. Dort wurde er im März 1890 mit einer Arbeit über die Beziehungen der Hanse zu England im letzten Viertel des 14. Jahrhunderts promoviert. In Jena erfolgte 1895 die Habilitation mit Untersuchungen über den Ursprung der deutschen Stadtverfassung. Der Klassisch-Philologische Verein zu Jena im Naumburger Kartellverband ernannte ihn zum Ehrenmitglied.
Das Wintersemester 1904/05 lehrte er als Gastdozent an der Johns Hopkins University in Baltimore. Eine Professur lehnte er dort ab, da er im deutschsprachigen Raum bleiben wollte. Ebenso wies er einen Ruf nach Utrecht zurück. Seine Hoffnungen auf Berufungen nach Tübingen oder Freiburg erfüllten sich nicht. Keutgen wurde im Sommersemester 1910 Nachfolger von Adalbert Wahl am Hamburger Kolonialinstitut. Keutgen legte in der Kolonialgeschichte den Schwerpunkt auf die britische Expansionsgeschichte. Im Dezember 1913 beantragte Keutgen bei der Oberschulbehörde die Einrichtung einer kolonialgeschichtlichen Abteilung. Durch eine größere Verbreitung von kolonialhistorischen Kenntnissen erwartete Keutgen ein stärkeres Interesse an den Kolonien und eine breite Zustimmung für die Kolonialpolitik. Senat und Bürgerschaft stellten dafür 10.000 Mark zur Verfügung. Durch den Kriegsausbruch verzögerte sich das Vorhaben aber erheblich. Kurz nach Kriegsbeginn unterzeichnete Keutgen die „Erklärung der Hochschullehrer des Deutschen Reiches“ vom Oktober 1914. Bedingt durch den Kriegsverlauf verfasste Keutgen den Beitrag Britische Reichsprobleme und der Krieg.

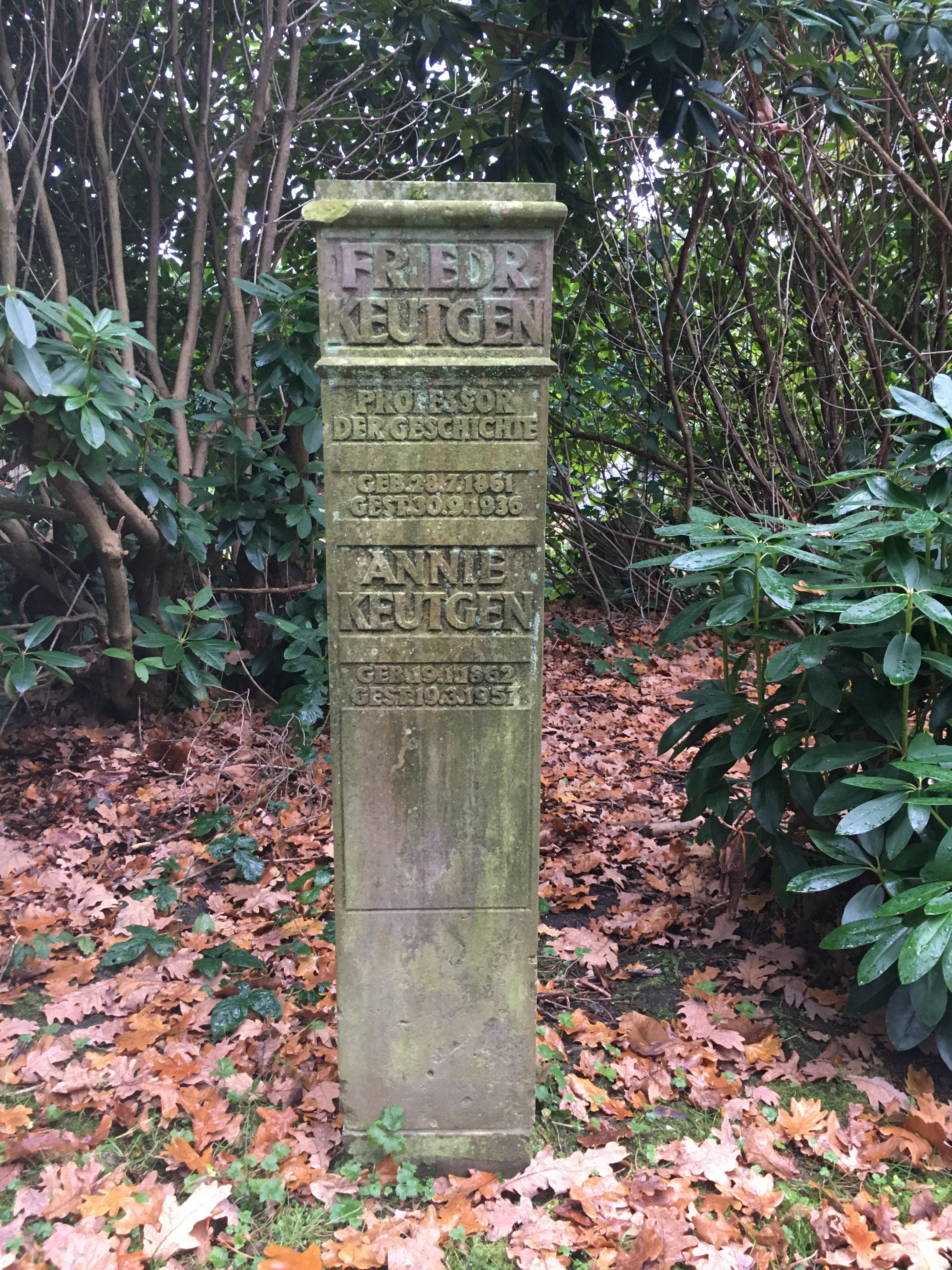
Grabstätte auf dem Friedhof Ohlsdorf

Keutgen setzte sich für die Gründung einer Universität in Hamburg ein. Im Wintersemester 1918/19 wurde er zum Vorsitzenden des Professorenkonvents des Hamburgischen Vorlesungswesens und des Professorenrates des Kolonialinstituts gewählt. An der 1919 errichteten Hamburger Universität übernahm er den Lehrstuhl für Mittlere und Neuere Geschichte II. Keutgen fungierte als Erst- und Zweitgutachter bei 28 Doktorarbeiten. Angesichts der Bedeutung Keutgens für die akademische Lehre und Hochschulverwaltung wurde sein Eintritt in den Ruhestand zwei Mal verschoben. Am 30. September 1933 wurde er mit 72 Jahren emeritiert. Ohne reguläres Berufungsverfahren wurde als Keutgens Nachfolger mit Otto Westphal ein „Vertreter NS-affizierter Geschichtsschreibung“ berufen. Mit keinem anderen Gelehrten führte Keutgen in seiner akademischen Laufbahn so einen intensiven Austausch wie mit Georg von Below. Ihm widmete er sein Buch Der deutsche Staat des Mittelalters (1918). Im Ruhestand arbeitete er über seinen Freund und Kollegen an einer biografischen Darstellung, die er nicht mehr abschließen konnte. Im Jahr 1936 starb Keutgen an einem Herzinfarkt. Seine letzte Ruhestätte erhielt er auf dem Friedhof Ohlsdorf. Sie liegt im Planquadrat AA 15 östlich des Nordteichs.
Seine Arbeitsschwerpunkte waren die Verfassungs- und Wirtschaftsgeschichte des Mittelalters. In bewusster Auseinandersetzung zu den Ansichten von Werner Sombart hob Keutgen die Bedeutung der hansischen Groß- und Fernhandelskaufleute für die wirtschaftliche Entwicklung hervor. Bis zu seiner Berufung im Jahr 1910 hat Keutgen sich eingehend mit der deutschen Hanse, Zünften und Stadtgemeinden beschäftigt. Nach 1910 wandte er sich dann der deutschen Reichsverfassung zu. In den 1920er Jahren waren seine Schwerpunkte die mittelalterliche Wirtschafts- und Verfassungsgeschichte. Allerdings hielt Keutgen bis zum Wintersemester 1926/27 regelmäßig Vorlesungen zur „Allgemeinen Kolonialgeschichte“. Keutgen veröffentlichte 1899 und 1901 die beiden Bände der Urkunden zur städtischen Verfassungsgeschichte. Außerdem legte er Untersuchungen über den Ursprung der deutschen Stadtverfassung (1895), Ämter und Zünfte (1903) und Der deutsche Staat des Mittelalters (1918) vor. Zusammen mit Georg von Below war Keutgen Herausgeber einer Editionsreihe zu Urkunden der deutschen Verfassungsgeschichte. Nach Ernst Pitz hat Keutgen „als erster den Vorgang der gemeinen und öffentlichen politischen Willensbildung zum Ausgangspunkt der Verfassungsgeschichte gemacht und damit die Frage nach den Regeln aufgeworfen, denen dieser Vorgang unterlag.“
Keutgen war von 1912 bis 1935 Vorstandsmitglied im Verein für Hamburgische Geschichte. Ebenfalls war er ab 1913 Mitglied im Verein für Lübeckische Geschichte. Für seine Forschungen wurden Keutgen zahlreiche wissenschaftliche Ehrungen und Mitgliedschaften zugesprochen. Keutgen wurde 1913 in die Historische Kommission für Niedersachsen und Bremen aufgenommen und 1924 korrespondierendes Mitglied der philologisch-historischen Klasse in der Gesellschaft der Wissenschaften zu Göttingen.

## Schriften (Auswahl)
- Der deutsche Staat des Mittelalters. Fischer, Jena 1918 (Neudruck Aalen 1963).
- Hansische Handelsgesellschaften, vornehmlich des 14. Jahrhunderts. In: Vierteljahrschrift für Sozial- und Wirtschaftsgeschichte 4 (1906), S. 278–324.
- Untersuchungen über den Ursprung der deutschen Stadtverfassung. Duncker & Humblot, Leipzig 1895 (Zugleich: Jena, Univ., Habilitations-Schrift, 1894).
- Die Beziehungen der Hanse zu England im letzten Drittel des vierzehnten Jahrhunderts. Ricker, Gießen 1890 (Zugleich: Straßburg, Universität, Dissertation, 1890).